# راي هير
راي هير (بالإنجليزية: Ray Hare)‏ هو لاعب كرة قدم أمريكية أمريكي، ولد في 21 نوفمبر 1917 في نورث باتلفورد في كندا، وتوفي في 2 يونيو 1975 في تشولاه في الولايات المتحدة.

## وصلات خارجية
- راي هير على موقع مرجع كرة القدم المحترفة.كوم (الإنجليزية)